# Свято-Троицкий собор (Канск)
Собор Троицы Живоначальной (Свято-Троицкий собор) — православный храм в городе Канске Красноярского края, кафедральный собор Канской епархии Русской православной церкви. Старейшее и первое каменное здание города, памятник архитектуры енисейской школы сибирского барокко XVIII века.

## История
21 сентября 1797 года архиепископ Тобольский Варлаам (Петров) дал грамоту красноярскому протоиерею Алексею Алексееву, в которой говорилось, что прихожане Канска обратились к владыке с желанием построить вместо деревянной Спасской церкви каменную с приделом Покрова Пресвятой Богородицы, для создания которой уже заготовили камень и тес. Строительство каменного храма началось 18 мая 1800 года. К октябрю 1804 года были закончены каменные работы на здании холодной церкви, а также полностью оборудован и подготовлен тёплый придел, который освятили 22 января 1805 года. Холодный храм был освящён 5 июня 1814 года. Строителями храма были енисейские мастера под руководство цехового Алексея Казаретина и мещанина Андрея Малетина. Организаторами строительства — священник Михаил Евтюгин и его помощник крестьянин Поликарп Бурмакин.
Храм был построен в стиле позднего сибирского барокко. Основной объём — высокий четверик с полуглавиями, увенчанный пятью декоративными главками. С севера и юга к нему примыкают пониженные объёмы одноглавых приделов (Покровского и Никольского), с запада трапезная и высокая восьмигранная колокольня под куполом.
Здание собора было расширено в 1840-х годах, а в 1912—1913 года вновь перестроено (были подняты своды центральной части трапезной).
Собор был закрыт советскими властями в конце 1930-х годов, купола сломаны, а здание приспособлено под аэроклуб.
В 1946 году собор возвратили верующим, но в 1964 году вновь закрыли, заняв под театр, а затем музей. Были разобраны верхние ярусы пятиглавого храма и колокольни, главки приделов и апсид. Утрачены портики на северном и южном фасадах. К восточному фасаду выполнена дисгармоничная пристройка, закрывшая объемы алтарных апсид. Заложена часть проемов, выполнена перепланировка помещений.
В 1992 году собор возвращён верующим и частично отреставрирован — восстановили колокольню и четверик главного храма с пятиглавием. Первоначально посвящённый Спасу, после восстановления главный престол был освящён в честь Святой Троицы.
С 2011 года в соборе располагается епископская кафедра Канской епархии. В связи с этим здание было поновлено, с восстановлением четырёх угловых главок.

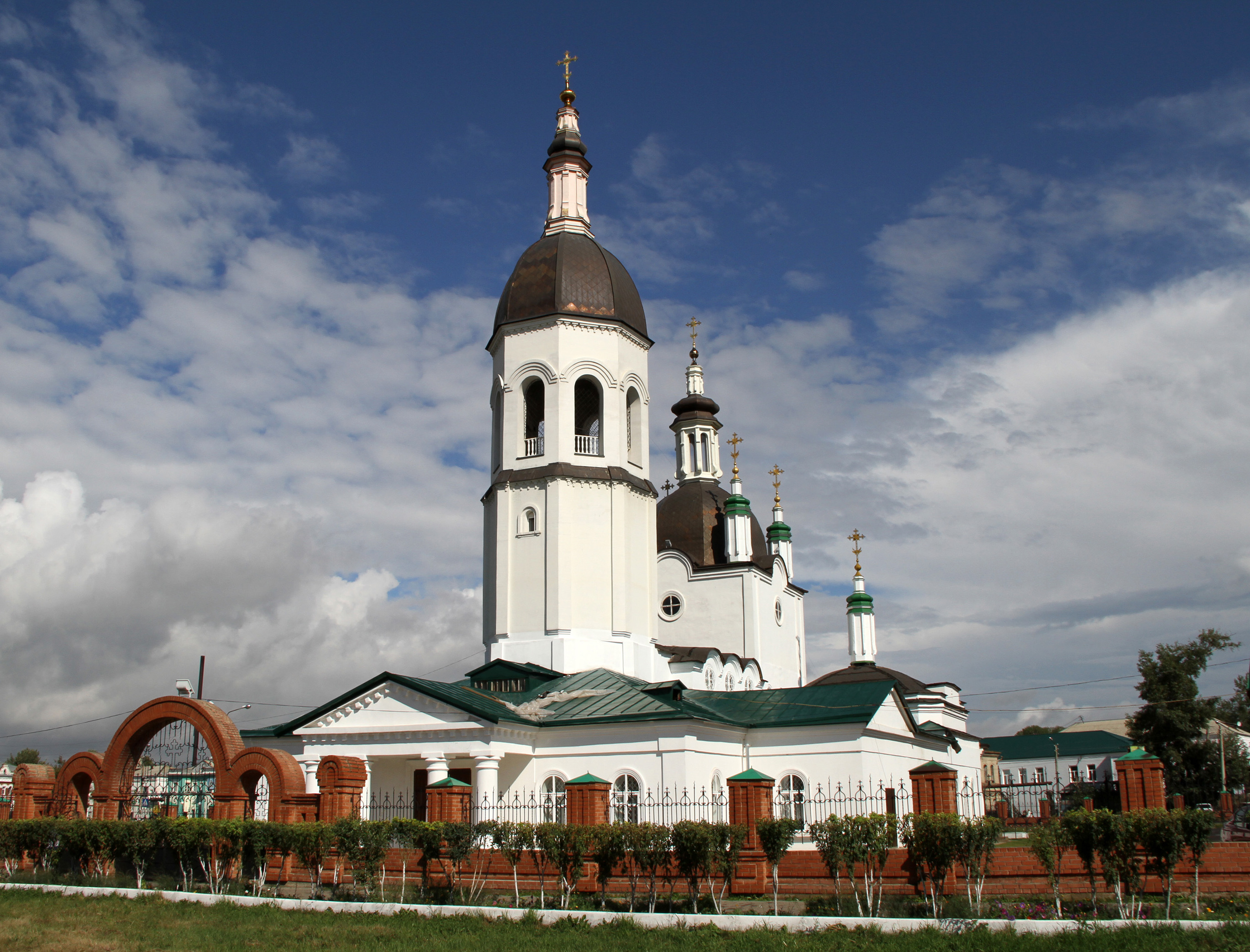
Вид с юго-запада
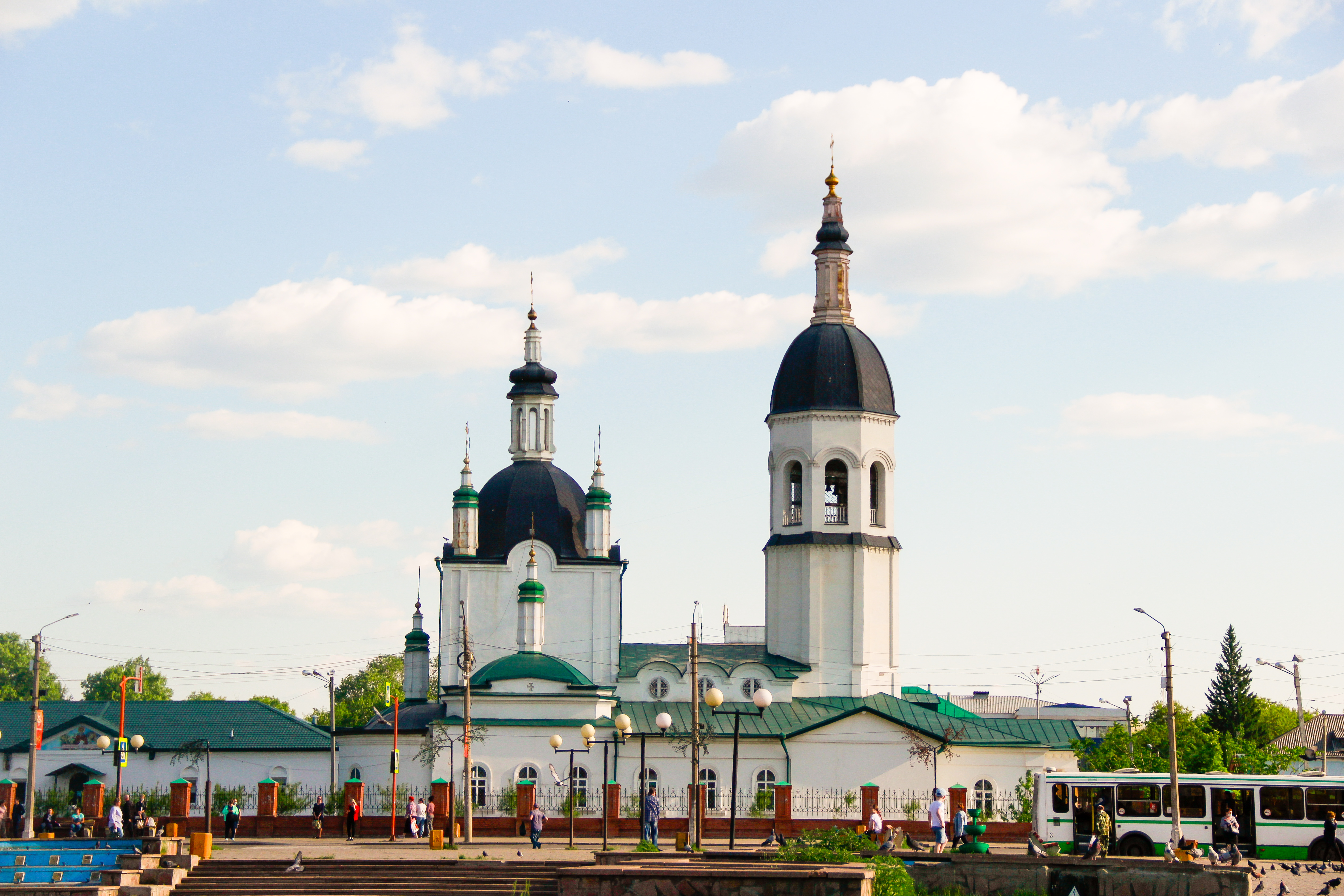
Вид с севера

## Святыни
- Икона св. Иоанна Крестителя (с частицей мощей).
- Икона святителя Николая Чудотворца (с частицей мощей).
- Икона преподобного Нила Столобенского (с частицей мощей).
- Икона блаженной Матроны Московской (с частицей гроба блаженной).
- Икона святого Фёдора Ушакова (с частицей мощей).
- Икона святителя Игнатия (Брянчанинова) (с частицей мощей и гроба святителя).